# Lac Camachigama
Le lac Camachigama est un plan d'eau douce de l'extrémité Sud du canton de Vimy, dans le territoire de Senneterre, dans la municipalité régionale de comté (MRC) de La Vallée-de-l'Or, dans la région administrative de l'Abitibi-Témiscamingue, au Québec, au Canada.
Le lac Camachigama est traversé vers le Sud-Ouest par la rivière Camachigama. Ce lac comporte une île importante identifiée "Île Grosse". Ce lac est contiguë avec le lac Blavet (situé du côté Sud) (altitude : 366 m) lequel reçoit le courant du lac Camachigama.
Ce lac est situé entièrement en zone forestière. La surface du lac est généralement gelée du début décembre à la mi-avril. La foresterie constitue la principale activité économique de ce secteur.

## Géographie
L'embouchure du lac Camachigama (côté Sud du lac) se situe à :
- 21,7 km au Nord-Est de la confluence de la rivière Camachigama ;
- 39,1 km au Sud-Est du Lac Capitachouane ;
- 92,5 km au Sud-Est de Senneterre (ville) ;
- 92,7 km au Sud d’une baie du réservoir Gouin[1].

Les principaux bassins versants autour du lac Camachigama sont :
- côté Nord : Lac Moore, lac Vimy, lac Capitachouane ;
- côté Est : Lac Échouani ;
- côté Sud : rivière Camachigama, rivière Béthune, rivière des Outaouais, réservoir Cabonga ;
- côté Ouest : rivière Catachouane, rivière Capitachouane.

Le lac Camachigama est alimenté par :
- côté nord : lac Fauvel, lac Megan, lac Grasnet, lac Secours ;
- côté est : rivière Camachigama, lac Sec ;
- côté Sud : lac Akos, lac Blavet, lac Navarin, lac Bricault, lac Carr ;
- côté Ouest : lac Garnet.

Les principales baies du lac Camachigama sont :
- Côté Ouest : baie du Landing,
- Côté Sud : baie des Ours,
- Côté Est : baie du Huit.

## Toponymie
Le terme "Camachigama" est un terme composé d'origine algonquine transformé par l'usage populaire du "kamichigamaw" ; ce terme original est composé de "michi", signifiant "grand, gros" et du terme "kamaw", signifiant "lac, étendue d'eau". Ainsi, le terme "Camachigama" signifie "grand lac". Le nom est indiqué sous la forme "Kamachigama" dans le "Dictionnaire des rivières et lacs de la province de Québec (1914)".
Le toponyme "lac Camachigama" a été officialisé le 5 décembre 1968 à la "Banque des noms de lieux" de la Commission de toponymie du Québec.

## Référence
1. ↑  Atlas du Canada publié sur Internet par le Ministère des ressources naturelles du Canada.
2. ↑  Commission de toponymie du Québec - Banque des noms de lieux - Toponyme: "Lac Camachigama"